# 表參道高校合唱部！
《表參道高校合唱部！》，是2015年7月17日起於日本TBS電視台金22時段（22:00 - 22:54，JST）播出的電視連續劇，以「合唱團」為主題，由芳根京子主演。此劇亦是芳根京子初次主演電視連續劇。
初主演的芳根京子獲得第86回日劇學院賞主演女優賞及第1回CONFiDENCE日劇大獎最佳新人獎，此劇亦以「合唱」戲份獲日劇學院賞特別賞。

## 劇情概要
香川真琴（芳根京子 飾）是個熱愛合唱的高中生，她從故鄉香川縣小豆島，轉學到一所在東京原宿表参道的表参道高等學校。此高校的「合唱團」原本遠近馳名，但因種種緣故，合唱部面臨廢部危機，僅存的幾位社員和指導老師鈴木有明（城田優 飾）皆失去幹勁。
香川急需尋找該合唱部的傳奇歌曲「愛之歌」，以便挽救父母瀕臨分離的婚姻。她於是決定重建這個看似已一蹶不振的合唱團。然而，她卻面臨重重阻礙......。

## 製作花絮
基於此劇為描寫合唱團之故事，因此選角時以歌聲和有音樂技巧的年輕演員為主。主演的芳根京子僅出道三年即主演黃金檔連續劇，自3月起展開的徵選，共歷經7、8次以上各階段試鏡，最終自1000名應募者中脫穎而出，所有合唱團成員亦在開拍前即進行合唱集訓。

## 演員陣容

### 主要人物
- 香川真琴：芳根京子（香港配音：凌晞）

香川縣小豆島出身。原本在故鄉即是高中合唱部的成員。因父母親即將離婚關係轉學到表参道高等學校，想拯救父母親的婚姻關係，卻面臨該校合唱部即將廢部的種種問題，但也為合唱部帶來新活力，問題皆一一解決，也常常凝聚合唱部成員心力，勇於面對問題，對合唱部的大家是個不可取代的重要人物。聲部是女低音。
- 鈴木有明：城田優（香港配音：梁偉德）

表参道高校教師兼合唱部顧問。曾經為熱血教師，但後來發生一些事故，導致教學的熱忱消散，便不再繼續指導合唱部，整天沉迷收集風俗店的女郎資料，因真琴的幫忙而恢復，也繼續指導著合唱部。
- 夏目快人：志尊淳（香港配音：黃積權）

合唱部成員。一軍成員。有心臟方面的問題，不喜歡被人操心。時常在真琴需要幫助時幫助她，交換條件是真琴的天婦羅便當，對真琴的好感也隨時間逐漸提升，但優里亞卻同時喜歡著快人。聲部是男高音。
- 谷優里亞：吉本實憂（香港配音：葉曉欣）

合唱部成員。曾為一軍成軍兼具藝人身分。有著過去不想被人知曉的秘密，剛開始總是和藹親切的關心真琴，但其實是有目的接近。經過真琴和快人的幫忙，回到過去善良的自己，也加入了合唱部。聲部是女高音。
- 引田里奈：森川葵（香港配音：魏惠娥）

合唱部成員。曾為一軍成員。因支持著真琴，其後加入了合唱部。聲部是女高音。
- 櫻庭大輔：堀井新太（香港配音：李安邦）

二軍成員。曾經為表參道高校棒球部保送生，但左眼曾被擊中而視力受損，被迫放棄棒球部，而後加入合唱部，偶爾還是會自己練揮棒。聲部是男低音。
- 宮崎祐：高杉真宙（香港配音：李致林）

因故曠課的學生，被真琴解開心結回到學校，也順利回到合唱部。聲部是男低音。
- 佐佐木美子：萩原農（香港配音：吳羨婷）

合唱部成員。被優里亞一番洗禮過後變成會稍微打扮的女生。聲部是女低音。
- 相葉廉太郎：泉澤祐希（香港配音：張方正）

合唱部部長。總是盡部長的責任凝聚著合唱部成員的力量。聲部是男低音。

### 表參道高校合唱部
- 山田安德魯：瑛（香港配音：胡家豪）

合唱部成員。聲部是男高音。
- 桐星成實：柴田杏花（香港配音：陳皓宜）

二軍成員。擅長鋼琴，負責伴奏和女高音。

### 表參道高校其他人物

#### 學生
- 竹內風香：小島梨里杏

一軍成員。
- 相原穗乃果：長谷川妮娜（日语：長谷川ニイナ）

一軍成員。

#### 教師
- 瀨山えみり：神田沙也加（香港配音：詹健兒）

表参道高校教師。合唱部副顧問。
- 大曾根德子：高畑淳子（香港配音：袁淑珍）

表参道高校校長。
- 天草五郎：大衛伊東（日语：デビット伊東）（香港配音：葉振聲）

表参道高校訓導主任。主張廢止合唱部。

### 小豆島
- 蓮見杏子：葵若菜

真琴在故鄉香川那裡的好朋友，來東京偶爾也會透過電話聊天。

### 香川家
- 香川真弓：松本來夢（香港配音：羅孔柔）

真琴的妹妹。真琴和母親搬到東京之後和父親同居。
- 香川雄司：川平慈英（日语：川平慈英）（香港配音：李錦綸）

真琴的父親。在小豆島經營讃岐烏龍麵店，表參道高校的OB。
- 香川美奈代：堀內敬子（香港配音：陸惠玲）

真琴的母親。與雄司離婚調解中，與東京的父親原田萬歲暫住一起。表參道高校的OG。

### 原田家
- 原田萬歳：平泉成（香港配音：陳永信）

美奈代的父親，真琴的祖父。
- 原田知世：立石涼子（日语：立石涼子）（香港配音：雷碧娜）

美奈代的母親，真琴的祖母。

### 谷家
- 谷薰：原沙知繪（日语：原沙知絵）（香港配音：曾秀清）

優里亞的母親。
- 谷克己：山田純大（日语：山田純大）（香港配音：張錦江）

優里亞的繼父。
- 谷俊介：濱田龍臣
- 島田良一：加藤虎之介（日语：加藤虎ノ介）（香港配音：蕭徽勇）

優里亞的父親。事業失敗，現在是露宿者狀態。為了不妨礙優里亞的藝能活動而離開東京。

### 夏目家
- 夏目雪（第7話）：中島寬子（日语：中島ひろ子）

快人的母親。
- 夏目英明（第7話）：森岡豐（日语：森岡豊）

快人的父親。

### 其他
- 萌：西川史子（日语：西川史子）（第1集、第3集、第8集）

有明常去的女公關店『晩美』的陪酒女郎。喜歡可愛的年輕小鮮肉，特別像是快人這種類型的。
- 服部醫生：宮尾俊太郎（第2集、第4集、第7集）（香港配音：張錦江）

快人的主治醫生。
- 内田勇輝：石丸幹二（第7集-第9集）（香港配音：潘文柏）

雄司和美奈代高中時代的同級生。
- 橘沙織：彩輝直（第7集-第9集）
- 三田村：田中啓三（日语：田中啓三）（第8集、第9集）（香港配音：張錦江）

## 客串角色

### 第1集
- 彥摩呂

到香川真琴老家吃麵的名人。
- 森田正光（日语：森田正光）

天氣預報播報員。

### 第2集
- 宮崎夕子：阿部朋子

祐的母親。

### 第3集
- 櫻庭勲：小市慢太郎（香港配音：馮錦堂）

大輔的父親。

### 第4集
- 小山田周二：中河內雅貴（香港配音：張裕東）

表參道高校的原合唱部員。有口吃。
- 小山田綾子：古村比呂（日语：古村比呂）（香港配音：黃麗芳）

周二的母親。
- 律師：牧村泉三郎（日语：牧村泉三郎）（香港配音：林國雄）

周二的代理人。
- 長谷川達郎：三宅康敏（日语：ミスターちん）（香港配音：招世亮）

### 第5集
- 經紀人廣田：長谷川忍（日语：シソンヌじろう）（香港配音：馮錦堂）

優里亞的經紀人。

### 第6集
- 大曾根敬三：國廣富之（日语：国広富之）（香港配音：陳欣）

### 第7集
- 主持人：山中秀樹（日语：山中秀樹）

### 第8集
- 神島加奈：中島美嘉（演唱插曲《愛の歌》）[6]（香港配音：劉惠雲）
- 吉他手：前田真悟
- 鍵盤手：河野紘子

### 第9集
- 安德魯的父親：圷真樹
- 安德魯的母親：布萊歐妮·亞蘭（Bryony Alan）

### 第10集
- 巴士司機：茂呂師岡（日语：モロ師岡）（香港配音：黃子敬）

## 幕後人員
- 劇本：櫻井剛（日语：櫻井剛）、增本拓也（日语：ますもとたくや）、渡邊真子、田邊茂範
- 配樂：木村秀彬
- 主題曲：Little Glee Monster（Sony Music Records）[7]
- 製作人：高成麻畝子、大澤祐樹
- 導演：石井康晴（日语：石井康晴）、池田克彥、吉田秋生（日语：吉田秋生 (ドラマ演出家)）
- 合唱指導、監修：福永一博
- 合唱編曲：井上一平
- 製作：TBS電視台

## 每集合唱曲
| 集數 | 曲名                       | 作詞                               | 作曲                               |
| ---- | -------------------------- | ---------------------------------- | ---------------------------------- |
| 1    | 淚光閃閃※1                 | 森山良子                           | BEGIN                              |
| 1    | 大地讃頌                   | 大木惇夫                           | 佐藤眞                             |
| 1    | 信じる                     | 谷川俊太郎                         | 松下耕                             |
| 1    | 気球にのってどこまでも     | 東龍男                             | 平吉毅州                           |
| 1    | 爺爺的古老大鐘※1           | Henry Clay Work                    | Henry Clay Work                    |
| 1    | Over Drive※1               | YUKI                               | TAKUYA                             |
| 2    | ひとつの朝                 | 片岡輝                             | 平吉毅州                           |
| 2    | 給我一雙翅膀※1             | 山上路夫                           | 村井邦彦                           |
| 3    | マイバラード               | 松井孝夫                           | 松井孝夫                           |
| 3    | ひとつの朝                 | 片岡輝                             | 平吉毅州                           |
| 3    | TOMORROW※1                 | 岡本真夜                           | 岡本真夜                           |
| 4    | ぜんぶ                     | 櫻桃子                             | 相澤直人                           |
| 4    | 沒骨氣※1                   | 鬼龍院翔                           | 鬼龍院翔                           |
| 4    | サボテンの花※1             | 財津和夫                           | 財津和夫                           |
| 4    | 夏の思い出 ※1、※2          | 江間章子                           | 中田喜直                           |
| 4    | 學園天國※1                 | 阿久悠                             | 井上忠夫                           |
| 5    | 給我一雙翅膀 ※1、※3        | 山上路夫                           | 村井邦彦                           |
| 5    | Over Drive ※1、※3          | YUKI                               | TAKUYA                             |
| 5    | TOMORROW ※1、※3            | 岡本真夜                           | 岡本真夜                           |
| 5    | TRAIN-TRAIN※1              | 真島昌利                           | 真島昌利                           |
| 6    | 楽しい発声のドリル3        | 岩河三郎                           | 岩河三郎                           |
| 6    | あなたに                   | 上江洌清作                         | MONGOL800                          |
| 6    | 心の瞳※1                   | 荒木豐久                           | 三木剛                             |
| 7    | 爺爺的古老大鐘 ※1、※4      | Henry Clay Work                    | Henry Clay Work                    |
| 7    | 米搗まだら                 | （民謠）                           | 間宮芳生                           |
| 7    | 地球へのピクニック         | 谷川俊太郎                         | 三善晃                             |
| 7    | 花水木※1                   | 一青窈                             | マシコタツロウ                     |
| 7    | Happy Birthday to MAKOTO※1 | Mildred J. Hill・ Patty Smith Hill | Mildred J. Hill・ Patty Smith Hill |
| 8    | 恋しくて※1                 | BEGIN                              | BEGIN                              |
| 9    | 愛の歌 ※1、※5、※6          | 前川真悟                           | 前川真悟                           |
| 9    | 無數次※1                   | 吉田美和                           | 中村正人 吉田美和                  |
| 10   | Over Drive※1               | YUKI                               | TAKUYA                             |
| 10   | 給我一雙翅膀※1             | 山上路夫                           | 村井邦彦                           |
| 10   | Tomorrow ※1、※3            | 岡本真夜                           | 岡本真夜                           |
| 10   | TRAIN-TRAIN※1              | 真島昌利                           | 真島昌利                           |
| 10   | オープニング ※1、※9        |                                    | 木村秀彬                           |
| 10   | 哀しみ※9                   | 前川真悟                           | 前川真悟                           |
| 10   | 旅立ち※9                   | 前川真悟                           | 前川真悟                           |
| 10   | 悲しみ※9                   | 前川真悟                           | 前川真悟                           |
| 10   | 愛の歌 ※1、※5、※7、※9      | 前川真悟                           | 前川真悟                           |
| 10   | 爺爺的古老大鐘 ※1、※8      | Henry Clay Work                    | Henry Clay Work                    |
| 10   | ここから始まる             | みなづきみのり                     | 北川昇                             |

- ※1：編曲：井上一平
- ※2：此劇選角時的徵選曲
- ※3：路邊小型演唱版
- ※4：美奈代和內田的對唱版
- ※5：為了此劇重新製作的歌曲。表參道高校合唱部的「傳說之歌」
- ※6：二重唱版
- ※7：混聲合唱版
- ※8：香川家版
- ※9：合唱部合唱劇《愛之歌》劇中曲

## 評價
此劇播出後獲得觀眾好評，表示合唱的部分令人感動。亦於媒體的電視專題中獲得當季連續劇第一位。

## 獎項
- Oricon第1回CONFiDENCE日劇大獎新人賞：芳根京子[9]
- 第86回日劇學院賞主演女優賞：芳根京子[10]
- 第86回日劇學院賞特別賞

## 播出日程與收視率
| 集數                                                   | 播出日期 | 標題                                              | 劇本                    | 導演     | 收視率 |
| ------------------------------------------------------ | -------- | ------------------------------------------------- | ----------------------- | -------- | ------ |
| 1                                                      | 7月17日  | 歌唱的力量讓奇蹟發生！！                          | 櫻井剛                  | 石井康晴 | 6.6%   |
| 2                                                      | 7月24日  | 不管是誰都必定有其容身之處！                      | 櫻井剛                  | 石井康晴 | 6.9%   |
| 3                                                      | 7月31日  | 賭上夢想……最後一個打席！                          | 櫻井剛                  | 池田克彥 | 5.6%   |
| 4                                                      | 8月07日  | 過去的贖罪……被揭發的真相                          | 櫻井剛                  | 吉田秋生 | 5.6%   |
| 5                                                      | 8月14日  | 我有支持著我的同伴                                | 櫻井剛                  | 石井康晴 | 4.8%   |
| 6                                                      | 8月21日  | 坂本九的名曲《心之瞳》 令人感動超越時空的夫妻之愛 | 櫻井剛                  | 池田克彥 | 4.6%   |
| 7                                                      | 9月04日  | 花水木隱含的祕密之戀                              | 櫻井剛                  | 石井康晴 | 7.4%   |
| 8                                                      | 9月11日  | 與中島美嘉奇蹟之共演！ 熱唱……戀愛吧               | ますもとたくや 渡邊真子 | 吉田秋生 | 6.2%   |
| 9                                                      | 9月18日  | 淚之絕唱…用DCT賭上家族重生                        | 渡邊真子 田邊茂範       | 池田克彦 | 5.4%   |
| 10                                                     | 9月25日  | 大哭…以傳說的愛之歌讓奇蹟發生！家族的再生         | 櫻井剛                  | 石井康晴 | 5.9%   |
| 平均收視率5.9%（收視率由Video Research於關東地區統計） |          |                                                   |                         |          |        |

- 註：2015年8月28日因播出《2015年世界田徑錦標賽》，故暂停播出一次。